# Viola Mull
Viola Mull (* 1. März 1966 in Bremen) ist eine deutsche Politikerin (CDU) und war von 1995 bis 2003 Mitglied der Bremischen Bürgerschaft.

## Biografie

### Ausbildung und Beruf
Mull legte an einem Gymnasium ihr Abitur ab und machte danach die Ausbildung zur Bankkauffrau bei der Sparkasse Bremen. Studium PR und Öffentlichkeitsarbeit. Bei der Sparkasse Bremen tätig.

### Politik
Mull war von 1993 bis 1998 Landesschatzmeisterin der Jungen Union Bremen und danach Beisitzerin im dortigen Landesvorstand. 1994 war sie Kandidatin für die Wahl zum Europäischen Parlament. Von 1994 bis 1996 war sie Beisitzerin im CDU-Stadtbezirksverband Stadtmitte, ebenfalls 1994 wurde sie Mitglied des Landesvorstands der CDU Bremen. 1996 wurde sie zur Vorsitzenden des CDU-Stadtbezirksverbands Stadtmitte gewählt. Von 1995 bis 2003 gehörte sie der Bremischen Bürgerschaft an.